# Fuel (grup de música)
Fuel és un grup de hard rock estatunidenc format pel guitarrista/compositor Carl Bell, i el baix Jeff Abercrombie el 1989. Originalment conegut com a Small the Joy, canviaren el nom del grup per Fuel l'any 1994. Són coneguts per les seves cançons "Shimmer", de l'àlbum Sunburn, "Hemorrhage (In My Hands)" i "Bad Day", de l'àlbum Something Like Human, i "Falls on Me" de l'àlbum Natural Selection.

## Integrants
- Carl Bell: guitarra, compositor
- Jeff Abercrombie: baix
- Toryn Green: veu
- Tommy Stewart: bateria

## Ex-Integrants
- Brett Scallions: veu, guitarra
- Kevin Miller: bateria
- Jody Abbott: bateria
- Erik Avakian: teclat

## Discografia
- Sunburn (1998)
- Something Like Human (2000)
- Natural Selection (2003)
- Angels & Devils (2007)
- Puppet Strings (2014)